# Рудник Тімезріт
Рудник Тімезріт – колишнє гірничодобувне підприємство на півночі Алжиру.
В районі Тімезріт були виявлені поклади високоякісної залізної руди, яка мала 56 – 58% заліза, біля 1% марганцю та майже не містила фосфору. Роботи з її розробки почались в 1902, а вже у 1907-му видобуток становив 41 тисячу тон руди. В наступні пару років він дещо впав, проте в 1911-му вилучили 50 тисяч тон, а в 1913-му – 70 тисяч тон. Мобілізація французьких працівників після початку Першої світової війни мала сильний негативний вплив на чимало алжирських копалень, проте роботи в Тімезріті активно продовжувались, так, в 1915-му тут видобули 60 тисяч тон руди. 
Є відомості, що в якийсь момент потужність рудника досягала 150 – 300 тисяч тон на рік.
Видобуток руди вели у штольнях, потім її спускали канатною дорогою, а далі вивозили залізницею до розташованого за 32 км порту Бужи (наразі Беджайя), звіди руда прямувала до Марселя. 
В 1952 – 1953 на шахтів відбувалась стачка місцевих працівників, що вимагали підвищення зарплати. Невдовзі почалась війна за незалежність Алжиру, під час якої вкрадена з шахти вибухівка використовувалась повстанцями.  
Після надбання Алжиром незалежності роботи на руднику припинили в 1963-му, після чого він був націоналізований та переданий компанії B.A.R.E.M. Є відомості, що на цей час видобуток становив біля 100 тисяч тон.
В подальшому адміністрація копальні організувала продажу цементу, що мав йти на будівництво споруд для відведення води. У підсумку в 1975-му році видобуток руди у Тімезріт були вимушені припинити через затоплення рудника.